# Sic
La palabra sic (en latín: sic, lit. 'así') es un adverbio latino que se utiliza para indicar que se cita, tal cual, un término o una frase que pueden resultar extraños o sorprendentes para el lector, ya sea por su propio contenido o porque el autor del texto ha observado un error formal, pero lo ha transcrito literalmente para ser fiel al original. Proviene de la frase latina sic erat scriptum, que significa «así estaba escrito».

## Uso
Se emplea en las citas cuando se quiere indicar que una palabra o frase que pueda ser o parecer incorrecta fue producida por la persona que se cita; y que, a pesar de que se ha percatado de dicho error, el texto citado no se altera por ser un texto emitido por persona distinta a quien hace la cita.
De acuerdo con el uso, la palabra que procede de una lengua extranjera (el latín en este caso) se escribe en cursiva y entre corchetes o paréntesis: [sic] o (sic) en la escritura a máquina, y se subraya cuando es manuscrita. En un texto, los corchetes se utilizan para indicar la adición de sic realizada por la persona que hace una cita (un autor en el texto de otro, un editor, un comentarista...), siendo los paréntesis utilizados por el autor en su propio texto.
Se utiliza al citar textos cuando se reproducen errores —tipográficos o de otra clase—, expresiones poco usuales o expresiones de dudosa corrección, para informar al lector que el uso indebido o dudoso se encuentra en la fuente original y no es obra del que cita. Ejemplos:
- «Me llenastes [sic] un barril».
- «Me robaste el amoto [sic]».
- «Empréstame [sic] este libro».
- «Hago unas cocretas [sic] de rechopete [sic]».
- «Me se [sic] cayó la bufanda».
- «Me lo hubiera devolvido [sic] bien».
- «Hemos resolvido [sic] hablar con los diarios de todo el país».[3]
- «Festibal [sic] Jesús María».[3]

También puede usarse cuando aparecen palabras poco comunes cuya grafía es similar a la de otras muy conocidas, y se quiere evitar que el lector las interprete como errores. Por ejemplo:
- La venencia (sic) no es Venecia.
- La adsorción (sic) se realiza con carbón activado. (La adsorción existe, pero es una palabra parecida a «absorción», y un lector podría interpretarla como un error).

Puede llevar una aclaración extra o una corrección explicativa:
- «En el panegírico estaba escrito “Herminio [sic, por Erminio] Blotta”».

Tiene un uso común en entrevistas de carácter médico o legal, para citar al entrevistado:
- «“Siento como si se me saliera el corazón del pecho” [sic]»